# Григоров Юрій Григорович
Юрій Григорович Григоров (16 травня 1931, Новосибірськ — 1 листопада 2010, Київ) — український науковець-геронтолог, доктор медичних наук (1975), професор (1991). Заслужений діяч науки і техніки України (1997), двічі лауреат Державної премії України в галузі науки і техніки (1989, 1997).
Засновник окремого розділу дієтології — геродієтетики. Протягом майже 45 років — керівник лабораторії геродієтетики та відділу соціальної геронтології і герогігієни Інституту геронтології імені Д. Ф. Чеботарьова НАМН України (1966—2010). Автор понад 350 наукових робіт та більш ніж 25 запатентованих винаходів.

## Життєпис
Народився 16 травня 1931 року в Новосибірську, РРФСР, в родині юристів. В 1937-му році Григорови переїхали до міста Орел, де і пройшли дитинство та юність Юрія. Батько, Григорій Ілліч (нар. 1896), у тому ж році був заарештований за 58-ю статтею Кримінального кодексу РРФСР (пункти 7 та 11), виправданий та реабілітований в наступному році.
Планував стати спортсменом, мав перший розряд з легкої атлетики. Діагноз «юнацька гіпертензія» завадив цим планам і змінив його життєвий шлях.
У 1956-му році з відзнакою закінчив санітарно-гігієнічний факультет Київського медичного інституту, вступив до аспірантури кафедри гігієни харчування під керівництвом професора Івана Барченка.
З 1959-го року — молодший науковий співробітник Українського науково-дослідного інституту харчування, з 1961-го — старший науковий співробітник лабораторії харчової хімії. Через рік здобув науковий ступінь кандидата медичних наук, захистивши дисертацію на тему «Материалы к обоснованию применения витамина В12 для предупреждения атеросклероза (экспериментальные исследования)».
В 1963-му році перейшов на роботу до Інституту геронтології АМН СРСР. Під керівництвом Миколи Вітте три роки обіймав посаду старшого наукового співробітника лабораторії фізіології і гігієни праці та харчування. З 1966 року — керівник лабораторії гігієни харчування (з 1978 року — лабораторія геродієтетики). Незмінно керував лабораторією протягом 44-х років — до своєї смерті у 2010-му році.
В 1975-му році здобув науковий ступінь доктора медичних наук з дисертацією на тему «Питание и некоторые показатели здоровья пожилых и старых людей» (наукові керівники — професори Іван Барченко, Дмитро Чеботарьов і Володимир Фролькіс). Відтоді ж — керівник сектору соціальної геронтології та герогігієни Інституту геронтології.

Могила Юрія Григорова, Лісове кладовище

Помер 1 листопада 2010 року в Києві, за пів року до 80-го дня народження. Похований на Лісовому кладовищі (ділянка № 111а, 50°29′56.03″ пн. ш. 30°38′16.05″ сх. д. / 50.4988972° пн. ш. 30.6377917° сх. д.).

## Наукова діяльність
Багаторічний керівник наукових експедицій Інституту геронтології до Абхазії, Азербайджану та всієї України, в яких українські науковці співпрацювали з американськими в дослідженнях питань харчування похилих людей, причин прискореного старіння населення.
Спільно з Інститутом мікробіології і вірусології, Технологічним інститутом молока та м'яса, Національним університетом харчових технологій та іншими винайшов цілий ряд харчових геродієтичних продуктів та напоїв, зокрема «Геролакт», «Лактогеровіт», «Вітапролонгін», сухий молочний продукт «Космол», в цілому — не менше 20-ти винаходів. В 1989-му році за «розробку наукових основ та технології біологічно активного молочного продукту „Геролакт“ і бактеріальної закваски „Стрептосан“», разом з колегами, був удостоєний Державної премії України в галузі науки і техніки.
В 1997-му році отримав другу Державну премію України в галузі науки і техніки за спільний з колегами цикл праць «Біологія молочнокислих бактерій, розробка наукових принципів, створення на їх основі препаратів і продуктів спрямованої дії для людини та тварин, організація промислового виробництва та впровадження в народне господарство». Тоді ж нагороджений званням «Заслужений діяч науки і техніки України».
Брав участь у розробці міжгалузевої комплексної державної програми «Здоров'я нації» на період з 2002 по 2011 рік. Входив до складу президіуму Всесоюзного наукового медичного товариства геронтологів та геріатрів, Наукової ради «Медичні проблеми харчування» Академії медичних наук СРСР, товариства «Знання» України, був редактором часопису «Проблемы старения и долголетия».

## Науковий доробок (частковий)
- 1962 — «Материалы к обоснованию применения витамина В12 для предупреждения атеросклероза (экспериментальные исследования)» (дисертація)
- 1969 — «Основы геронтологии» (книга; перевидання в 1978)
- 1975 — «Питание и некоторые показатели здоровья пожилых и старых людей» (дисертація)
- 1992 — «Питание в профилактике фтористых интоксикаций» (посібник)
- 1993 — «„Космол“ — джерело збагачування хліба біологічно активними речовинами» (стаття)
- 1995 — «Религия и питание» (книга; разом з Борисом Смолянським)
- 1995 — «Особенности питания населения Закарпатской области Украины» (стаття)
- 1995 — «Возможности использования хлеба, содержащего „Космол“, в терапии остеопороза» (стаття)
- 1995 — «Использование „Космола“ при производстве диетических сортов хлеба» (стаття)
- 1997 — «Харчування у православному християнстві» (книга; разом з Борисом Смолянським)
- 2001 — «Геродиетические продукты функционального питания» (книга)
- 2001 — «Медико-біологічні дослідження оздоровчого напою „Віталон“» (стаття)
- 2002 — «Состояние питания людей старших возрастов» (стаття)
- 2002 — «Ферментовані напої з оздоровчою дією» (стаття)
- 2003 — «Нові штами мікроорганізмів» (стаття)
- 2005 — «Функциональные продукты для людей старших возрастов» (стаття)
- 2006 — «Раціональне харчування людей літнього і старечого віку» (книга)
- 2008 — «Популярно о диетах и системах питания» (книга; разом з Борисом Смолянським)
- 2010 — «Состояние питания людей старших возрастов и социально-гигиенические факторы образа жизни» (стаття)
- 2011 — «Високоефективні раси дріжджів і молочнокислих бактерій для виробництва безалкогольних ферментованих напоїв» (стаття; видана після смерті)
- 2011 — «Досвід застосування страв із гарбуза при лікуванні хворих легеневою формою туберкульозу» (стаття; видана після смерті)

### Запатентовані винаходи (в співробітництві)
- спосіб виробництва дієтичного хлібу (1986)
- спосіб виробництва напівфабрикату низькокалорійних кондитерських виробів (1987)
- біологічно активний квас (1990)
- спосіб одержання кисломолочного продукту «Лактогеровіт» (1990)
- спосіб одержання бактеріальної закваски «Геросан» для виробництва кисломолочних продуктів (1990)
- спосіб лікування генералізованого пародонтиту (1993)
- спосіб виробництва безалкогольних напоїв бродіння (1997)
- спосіб виробництва квасу (1997)
- сухий кисіль (2000)
- кисломолочні продукти «Геролакт», «Вітапролонгін»
- сухий молочний продукт «Космол»
- дієтичний хліб «Богатырь» та «Крепыш»
- печиво «Золотистое»
- сухий концентрат-кисіль «Солнечный»
- низькокалорійні цукерки «Геротол»
- морозиво «Росинка»
- квас «Украинский»
- безалкогольні напої «Одуванчик» та «Родничок»[1]

## Нагороди
- 1989 — Державна премія УРСР в галузі науки і техніки («за розробку наукових основ та технології біологічно активного молочного продукту „Геролакт“ і бактеріальної закваски „Стрептосан“, їх промислове виробництво та застосування з метою вдосконалення структури харчування населення старшого віку»)
- 1997 — Державна премія України в галузі науки і техніки (за цикл праць «Біологія молочнокислих бактерій, розробка наукових принципів, створення на їх основі препаратів і продуктів спрямованої дії для людини та тварин, організація промислового виробництва та впровадження в народне господарство»)
- 1997 — Заслужений діяч науки і техніки України
- Срібна медаль ВДНГ
- Почесна грамота Верховної Ради України
- Почесна грамота Кабінету Міністрів України[1]